# Athuman Iddi
Athuman Iddi (ur. 18 lutego 1988 w Dar es Salaam) – tanzański piłkarz grający na pozycji defensywnego pomocnika. W swojej karierze rozegrał 36 meczów i strzelił 2 gole w reprezentacji Tanzanii.

## Kariera klubowa
Swoją karierę piłkarską Iddi rozpoczął w klubie Polisi Dodoma. W sezonie 2004 zadebiutował w jego barwach w pierwszej lidze tanzańskiej. W latach 2006–2007 był piłkarzem klubu Simba SC, z którym wywalczył wicemistrzostwo Tanzanii w 2006 oraz mistrzostwo w 2007. W latach 2008–2011 występował w Young Africans SC. W sezonach 2008/2009 i 2010/2011 został z nim mistrzem, a w sezonie 2009/2010 wicemistrzem kraju. W sezonie 2011/2012 grał w Villa Squad, a w 2012 wrócił do Young Africans. W sezonie 2012/2013 wywalczył z nim mistrzostwo, a w sezonie 2013/2014 wicemistrzostwo Tanzanii. Następnie grał w takich klubach jak: Mwadui United FC (2014-2016), KMC FC (2016-2017), Coastal Union FC (2017-2019) i Singida United FC (2019-2021), w którym zakończył karierę.

## Kariera reprezentacyjna
W reprezentacji Tanzanii Iddi zadebiutował 15 grudnia 2004 w przegranym 0:2 meczu CECAFA Cup 2004 z Burundi, rozegranym w Addis Abebie. Od 2004 do 2013 wystąpił w kadrze narodowej 36 razy i strzelił 2 gole.